# Оззі Стюарт
Оззі Стюарт  (англ. Ossie Stewart; нар. 31 січня 1954, Сербітон, Великий Лондон) — британський яхтсмен, олімпійський медаліст.

## Виступи на Олімпіадах
| Олімпіада      | Дисципліна | Місце |
| -------------- | ---------- | ----- |
| Барселона 1992 | Солінг     | 3     |